# Daut Dauti
Daut Dauti (ur. 1960 w Kokaju) – kosowski historyk i publicysta. Jego publikacja pod tytułem The Albanian Question in British Diplomacy, 1877-1880 spotkała się z aprobatą ze strony brytyjskich dziennikarzy Tima Judaha i Noela Malcolma, który również jest historykiem; o tejże publikacji pozytywnie wypowiedział się również ambasador Macedonii Północnej przy Unii Europejskiej Blerim Reka.

## Życiorys
Ukończył studia na Wydziale Prawa Uniwersytetu w Prisztinie, następnie uczęszczał na studia podyplomowe na Thames Valley University. Uzyskał doktorat na University of Leeds.
Po studiach pracował jako dziennikarz; pisał artykuły dla czasopism Bota e Re oraz Zëri, którego w latach 1994-1999 był korespondentem w Londynie. W 1999 roku założył w Prisztinie biuro organizacji Institute for War and Peace Reporting, dla której do 2001 roku pracował w Londynie jako dziennikarz i redaktor. Był zaangażowany w założenie Stowarzyszenia Dziennikarzy Kosowa w 2000 roku, którego pełnił funkcję sekretarza generalnego przez 2 lata.
W 2005 roku pracował jako doradca ds. mediów i był rzecznikiem rządu ówczesnego premiera Bajrama Kosumiego. W latach 2007–2010 był konsultantem ds. Albanii i Kosowa w Biurze Mediów Międzynarodowej Organizacji ds. Migracji w Londynie.

## Książki i prace naukowe
- Ancient Deliberation according to Code of Lek Dukagjinit[3][6]
- Building an Independent Media in Kosova[3]
- Lufta për Trepçën[7]
- The Albanian Question in British Diplomacy, 1877-1880 (2013)[2][8][1]
- Britain, the Albanian Question and the Demise of the Ottoman Empire 1876-1914 (2018)[5]